# Všestudy (Ústí nad Labem)
Všestudy é uma comuna checa localizada na região de Ústí nad Labem, distrito de Chomutov.